# 何美歡
何美歡（Betty Ho）（1948年11月—2010年9月3日），祖籍广东东莞，出生于香港，加拿大籍香港法律學者。1972年獲柏克萊加州大學文學硕士，1977獲多倫多大學法學博士，1982年回港從事法律工作。1988年起，開始從事法學的教學及研究工作，先後任教於香港中文大學商學院（1986年）、香港大學法學院（1988至2002年）、清華大學法學院（2002年起）。2002年后的多年，清华大学院法学院成为内地唯一一家系统教授普通法课程的法学院。何美欢教授的全英文课程包括《普通法精要》、《英美银行法》和《比较银行法》。2008年8月起，任清華大學法學院及多倫多大學法學院雙聘教授，每年在清华法学院教授《普通法精要》暑期课程。2010年8月20日，何老师没有出现在最后一堂课的课堂上，学生立即赶往她清华西区9号楼的公寓，敲门无人应答。2010年9月3日，何美欢教授因腦幹出血醫治無效病逝于香港玛丽医院。